# Кола Брюньон
«Кола Брюньон» («Colas Breugnon») — радянський телефільм-опера 1974 року, знятий режисерами Маті Пилдре і Ірене Ляян на кіностудії «Талліннфільм».

## Сюжет
Телефільм-опера на музику Дмитра Кабалевського за мотивами однойменної повісті Ромена Роллана, яка вважається одним з найбільш життєствердних творів світової класики. Написана у стилі фольклорної стилізації, книга відтворює своєрідний побут середньовічної Бургундії. Кола Брюньон — носій народної мудрості, веселун, що пристрасно любить життя у всіх його проявах.

## У ролях
- Георг Отс — Кола Брюньон
- Світлана Акімова — Селіна (співає Лідія Панова)
- Артур Ліннамягі — кюре
- Вельда Отсус — Жаклін, дружина Коли
- Катрін Карісма-Крумм — Мартіна, дочка Коли
- Маріанн Отс — Глоді, онука Коли
- Урмас Кулль — Робіне, підмайстер Коли
- Антс Хоффарт — герцог
- Файме Юрно — мадемуазель де Терме
- Тіїт Кирвітс — син Коли, військовий
- Тоомас Кирвітс — син Коли, проповідник-гугенот
- Тиніс Кирвітс — син Коли, проповідник-католик
- Харрі Кирвітс — син Коли, крамар
- Фелікс Шубін — епізод
- Юлле Кальюсте — дівчина в натовпі
- Лаурі Небел — епізод
- Тамара Хуйк — дворянка
- Маая Румессен — дворянка
- Вівіка Урбла — дворянка
- Паул Алланді — дворянин
- Тармо Пікнер — дворянин
- Еріх Удрас — пастух-трюкач

## Знімальна група
- Режисери — Маті Пилдре, Ірене Ляян
- Сценаристи — Маті Пилдре, Ірене Ляян
- Оператор — Маті Пилдре
- Композитор — Дмитро Кабалевський
- Художники — Лембіт Рооса, Сільвія Мере